# Велики Анјуј
Велики Анјуј је лева саставница реке Анјуј. Извире на Анадирској висоравни у Чукотском аутономном округу на крајњем североистоку Руске федерације. Река је дуга 393 km. са површином слива од 57,300 km².
Спајањем са Малим Анјујем формира реку Анјуј десну притоку Колиме. У горњем току је широка 80-100 м, дубока 1,5 м, са протоком од 4 м/сек. На ушћу има ширину 500-700 метара, дубину до 4 м, брзину протока 1 м/сек.
Река се замрзава почетком октобра и замрзнута је до почетка јуна. У доњем току је пловна. 